# Constitution de la Corée du Sud

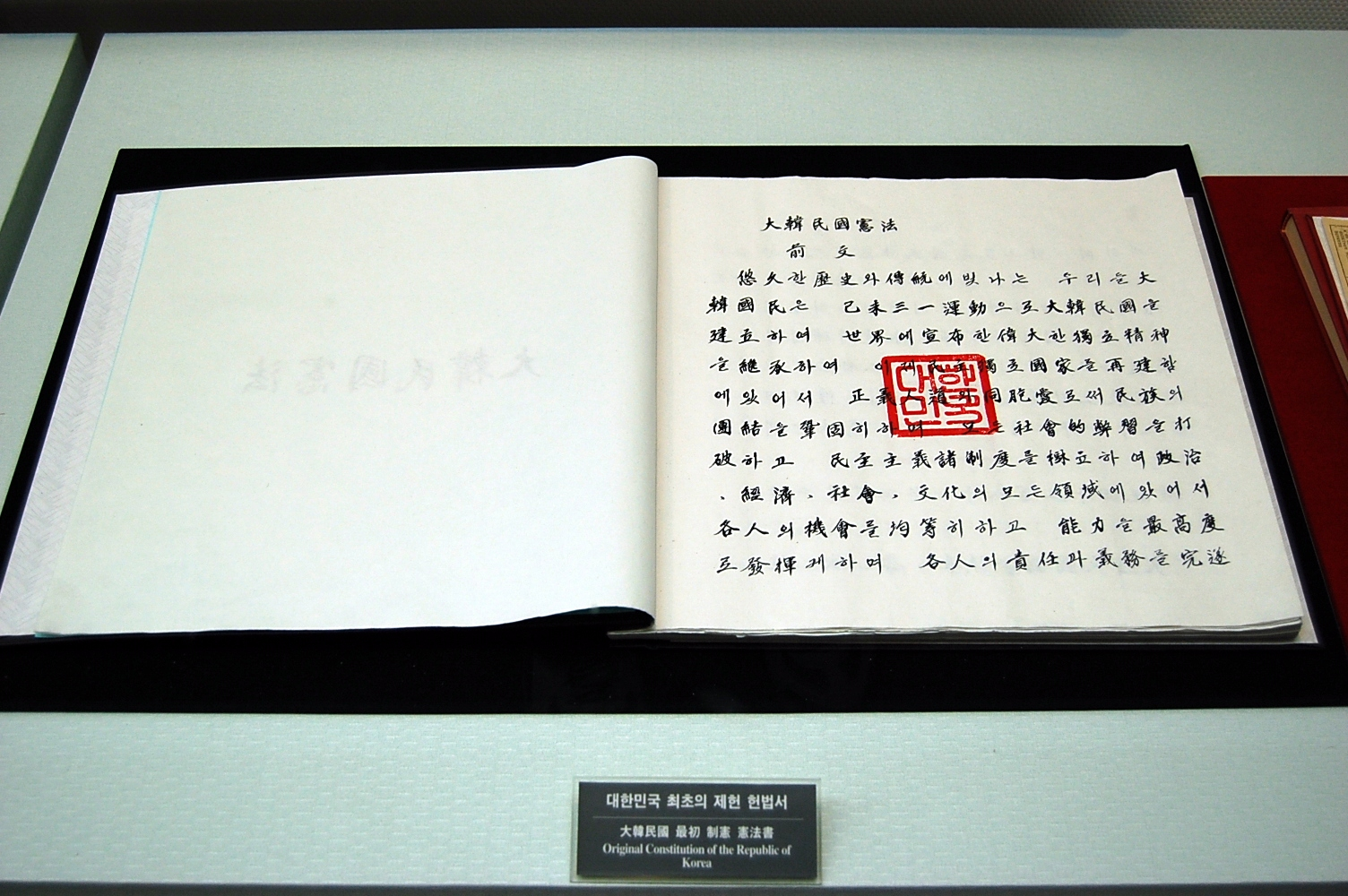
Texte original de la constitution.

La Constitution de la république de Corée est la loi fondamentale de la République. Promulguée le 17 juillet 1948, elle a été révisée pour la dernière fois en 1987.

## Histoire
La Constitution coréenne de 1948, la première dans l'histoire de la Corée du Sud, a été promulguée sous le contrôle du président. Elle a été modifiée ou presque complètement réécrite neuf fois. En 1919, le gouvernement temporaire de la république de la Corée avait promulgué une première constitution, mais elle n'avait pas été appliquée du fait de l'occupation japonaise.
La Constitution de 1948 a été modifiée pour la première fois en 1952, avant la réélection du président Syngman Rhee, en prévoyant des élections présidentielles directes et un Parlement bicaméral. La révision constitutionnelle a été adoptée malgré des irrégularités de procédure et après d'âpres discussions. En 1954, Rhee a de nouveau passé de force un amendement, limitant le nombre de réélections auquel il était soumis et soulignant le modèle de développement capitaliste du pays.
Face aux nombreuses protestations contre ces amendements, la deuxième république de Corée a été inaugurée par la Constitution de 1960, plus démocratique, qui créait un conseil des ministres, une commission électorale, ainsi qu'une commission constitutionnelle. Elle a également prévu des élections pour les juges des cours suprêmes et les gouverneurs de province, ainsi que la garantie des libertés individuelles basées sur le droit naturel.
Avec le coup d'État de 1961 de Park Chung-hee, la révision de 1960 a été annulée, et en 1962, la Troisième République a été instituée, les amendements adoptés s'inspirant de la Constitution américaine, afin notamment d'assurer un examen a minima de la constitutionnalité des lois. En 1972, Park a renforcé son autorité en promulguant la Constitution de la Quatrième République, appelée Constitution Yusin, en supprimant la limitation du nombre de mandats présidentiels et en opérant une centralisation du pouvoir.
Après l'assassinat de Park en 1979, la Cinquième République de la république de Corée a été instituée par la Constitution de 1980, sous le mandat du président Chun Doo-hwan : les pouvoirs du président, élu au suffrage indirect, diminuent, le Parlement est monocaméral et un conseil des ministres est institué.
À la suite des manifestations en faveur de la démocratie de l'année 1987, la Constitution de 1988 a créé la Sixième République. La loi de révision constitutionnelle a été adoptée par l'Assemblée nationale le 12 octobre 1987, puis approuvée par référendum par 93 % des citoyens le 28 octobre, avant d'entrer en vigueur le 25 février 1988, concomitamment à la prise de fonctions de Roh Tae-woo.

## Principales dispositions de la Constitution
La constitution déclare que la Corée du Sud est une république démocratique, dont le territoire se compose de la « péninsule coréenne et des îles adjacentes, » et que la « république de la Corée devra rechercher la réunification et formuler et mettre en œuvre une politique de réunification pacifique basée sur les principes de liberté et de démocratie. »

### Pouvoirs exécutif, législatif et judiciaire
Se composant d'un préambule, de 130 articles, et de dispositions additionnelles, la Constitution prévoit que le président de la République dirige l'exécutif et nomme le Premier ministre, institue un Parlement monocaméral, et définit les compétences des organes du pouvoir judiciaire, que sont la Cour suprême, la Cour constitutionnelle et les juridictions de rang inférieur.
Le président est élu pour cinq ans au suffrage universel direct et n'est pas rééligible. Le Premier ministre est nommé par le président avec l'accord de l'Assemblée nationale. Bien que la Constitution ne le prévoie pas, le président nomme également les membres du gouvernement, à la suite de l'usage introduit en ce sens par le président Kim Dae-jung.
L'Assemblée nationale comprend 299 députés (leur nombre actuel est de 299) élus pour un mandat de quatre ans.
Le juge en chef, ainsi que les 13 autres juges nommés par le président sur proposition de ce dernier avec accord de l'Assemblée nationale, constituent la Cour Suprême. Chaque juge de la Cour suprême exerce ses fonctions pendant six ans.

### Droits et libertés individuelles
Les individus ne peuvent être punis ou astreints à des mesures préventives restreignant leur liberté, ni soumis au travail forcé, sauf dans les cas prévus par la loi. Ceux qui sont détenus ou arrêtés doivent connaître le motif de leur détention ou de leur arrestation, ils ont droit à un avocat et leur famille doit être informée de leur situation. Les mandats d'arrêt doivent être délivrés par le juge « selon les procédures appropriées, » et les personnes mises en accusation peuvent faire appel d'une arrestation injustifiée dans certains cas.
Cependant, les droits individuels sont déterminés par d'autres dispositions constitutionnelles et des lois préexistantes à la Constitution de 1988, y compris la loi de sécurité nationale qui limite les droits de recours dans le domaine politique.

### Dispositions économiques et sociales
A l'article 119, des taux de croissance stables et équilibrés, une « distribution des revenus appropriée, » et la prévention des « abus de pouvoir économique » sont explicitement énumérés parmi les buts du gouvernement.
Au même article, l'objectif de régulation de l'économie (« démocratiser l'économie par l'harmonie entre les agents économiques ») reflète la forte prégnance des valeurs coréennes traditionnelles, ainsi que les rapports étroits entre politique et économie. L'article 125 dispose que le commerce extérieur constitué un secteur stratégique qui doit être encouragé, régulé et coordonné par l'État.
La constitution proclame le droit et le devoir de travailler, ce qui exige une réglementation sur les salaires minimums et les conditions de travail. Les ouvriers ont le droit de former des associations indépendantes, de conduire des négociations collectives et de mener des actions collectives.

## Cour constitutionnelle
À la suite de la révision constitutionnelle de 1987, la Cour constitutionnelle a été établie en septembre 1988. Basée sur le modèle européen, c'est une cour spécialisée qui juge de la constitutionnalité des lois, arbitre les conflits de compétence entre les autorités gouvernementales, instruit les plaintes pour atteinte à la Constitution déposées par les citoyens, décide en cas de procédure d'impeachment et prononce la dissolution des partis politiques. Les Constitutions antérieures prévoyaient différents modes de contrôle de la constitutionnalité des lois, mais le pouvoir judiciaire ne disposait pas de l'indépendance nécessaire à l'exercice de ces compétences.
Les neuf juges de la Cour constitutionnelle exercent leurs fonctions pendant un mandat de six ans renouvelable. En décembre 2004, la Cour constitutionnelle avait déclaré 418 lois inconstitutionnelles et avait révoqué 214 décisions gouvernementales.